# Gara Băbuțeni
Gara Băbuțeni este o stație de cale ferată care deservește comuna Băbeni, județul Sălaj, România.